# Joaquín Sierra y Ponzano

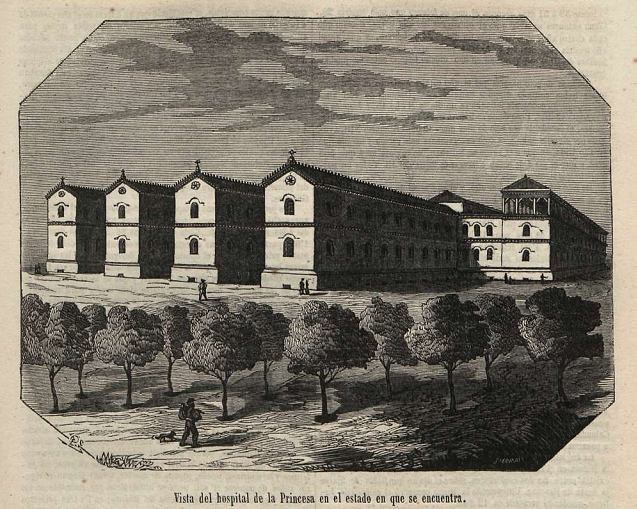
Vista del hospital de la Princesa, en el Semanario Pintoresco Español, 1855.

Joaquín Sierra y Ponzano (Madrid, 1821 - ?) fue un grabador en madera español.

## Biografía

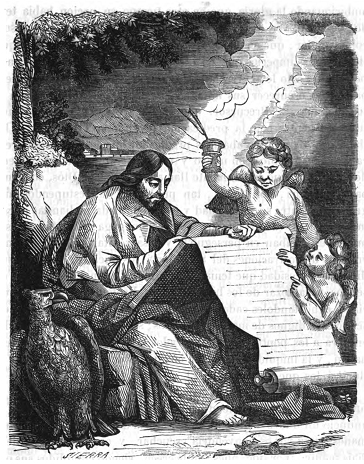
Grabado de Vida de nuestro adorable redentor Jesucristo, original de Ludolfo de Sajonia, traducción de Antonio Roselló y Sureda, 1847.

Nacido en Madrid en 1821, estudió el dibujo durante algunos años en la escuela dependiente de la Academia de San Fernando. Posteriormente estudió el grabado bajo la dirección de Larrochette y la pintura con Carlos de Haes. Según Manuel Ossorio y Bernard, «gozaba de un merecido crédito en su arte» y contribuyó con sus trabajos a la ilustración de los periódicos Semanario Pintoresco Español, Museo de las Familias, La Semana, El Museo Universal, La Ilustración, Siglo Pintoresco, La Lectura para Todos, La Educación Pintoresca, La Aurora de la Vida, El Mundo Militar y Los Sucesos.

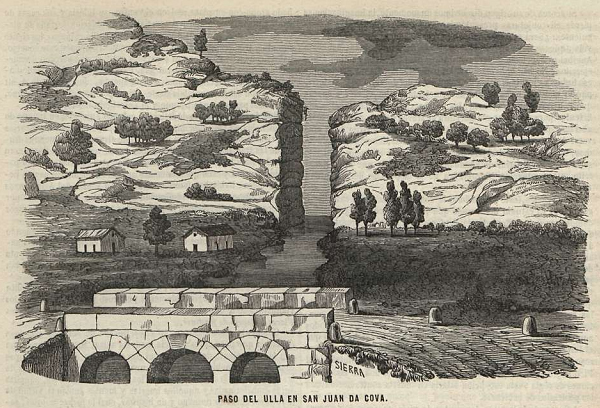
Paso del Ulla en san Juan da Cova, en Semanario Pintoresco Español, 1850.

Fueron suyas igualmente numerosas láminas de la Historia de España, Sagrada Biblia, Vida de Jesucristo de Antonio Roselló y Sureda, Historia del Escorial de Rotondo, Galería Regia, Crónica general de España, Historia de la guerra de África, Viajeros antiguos y modernos, Física de Ganot (edición de Bailly-Bailliere, todas las láminas), Cirugía operatoria de Guerin, Nobleza de Andalucía de Argote de Molina, Cirugía de Vidal de Cassis, Linages nobles de España de Juan José Vilar, Los tres reinos de la naturaleza (edición de Gaspar y Roig), Historia universal de César Cantú, tomo de Madrid del Diccionario geográfico de Pascual Madoz, y las novelas Don Quijote (edición de Gaspar), Ayer, hoy y mañana, La esclava de su deber, La hija del pueblo, La princesa de los ursinos, La corona de fuego, La oración de la tarde, Los mártires de Siria, Riego, Los ingleses en el polo Norte, Pablo y Virginia, Los prometidos esposos, María la hija de un jornalero, Matilde o las Cruzadas o El dedo de Dios.